# LukasBS
LukasBS (* 10. Oktober 1999 in Speyer als Lukas Wolf) ist ein deutscher Webvideoproduzent, Sänger und Kinderbuchautor.

## Leben
Lukas Wolf wuchs in seiner Geburtsstadt Speyer auf und legte sein Abitur am Gymnasium am Kaiserdom ab. Bereits als Jugendlicher hatte er seinen ersten Videokanal über das Videospiel Minecraft. Seinen YouTube-Kanal LukasBS gründete er am 11. März 2018. Der Künstlername bezieht sich auf das MOBA-Spiel Brawl Stars, dem Thema seiner Let’s-Play-Videos. Seit 2019 ist er hauptberuflich Webvideoproduzent und hat etwa 2,4 Millionen Abonnenten auf seinem Hauptkanal. Daneben betreibt er weitere Kanäle. Seine Videos richten sich in erster Linie an Kinder und Jugendliche. Neben den Let’s Plays dreht er Videos aus seinem Alltag, die er „Videos aus dem echten Leben“ nennt, sowie Prank-Videos, Unboxings und Challenges.
Am 29. Oktober 2023 veröffentlichte er seinen ersten Roman Auf der Jagd nach dem goldenen Play Button im BrainBook Verlag. Das Buch erreichte die Bestseller-Liste von Dein Spiegel.
Am 9. März 2024 veröffentlicht er die Single Burgerpommes Song zusammen mit den YouTubern iCrimax und MarvinVlogt. Im Video wird als dritter Interpret noch „Kleiner Junge“ genannt, der bei der Singleversion fehlt. Das Lied erreichte Platz 57 der deutschen Singlecharts.

## Werke
- Auf der Jagd nach dem goldenen Play Button. BrainBook Verlag 2023. ISBN 978-3-96890-168-8

## Diskografie
Singles
- 2021: Legendär
- 2024: Burgerpommes (mit iCrimax und MarvinVlogt)
- 2024 Burgerpommes 2 (mit MarvinVlogt und Canselguel)